# Tai Wesley
Tai William Evans Wesley (Orem, 13 maggio 1986) è un cestista statunitense.

## Palmarès
- Campionato olandese: 1

EiffelTowers Den Bosch: 2011-12
- Campionato australiano: 1

New Zealand Breakers: 2014-2015